# Jim Baxter
James Curran Baxter (Hill of Beath, Escocia, Reino Unido, 29 de septiembre de 1939-Glasgow, Escocia, Reino Unido, 14 de abril de 2001), más conocido como Jim Baxter, fue un futbolista escocés que se desempeñaba como centrocampista. 
Es considerado uno de los mejores futbolistas escoceses de la historia. En 1999, la revista World Soccer Magazine, basándose en la votación de sus lectores, publicó una lista de los 100 mejores futbolistas del siglo XX, donde Baxter figuraba en el puesto 83. Sin embargo, comenzó a beber en exceso durante una ausencia de cuatro meses provocada por una fractura de pierna en 1964, mientras jugaba en el Rangers. Al parecer, su adicción a las bebidas alcohólicas no afectaba su rendimiento futbolístico. Se estableció como uno de los centrocampistas más talentosos de los años 1960. Con un refinado control del balón, buena visión táctica y pases precisos, Baxter era conocido por su capacidad de elevar la moral del equipo, inspirar a sus compañeros con su confianza, engañar a los oponentes con amagues y por ser un comodín dentro del campo de juego. También rompió con la tradición al mostrarse amigable con varios jugadores del Celtic, el eterno rival del Rangers. A pesar de que ganó una reputación de mujeriego cuando se trasladó a Glasgow, se casó en 1965 y tuvo dos hijos. El matrimonio se separó en 1981, y en 1983 formó otra relación que duró el resto de su vida. Después de retirarse del fútbol, se convirtió en gerente de un pub, y continuó bebiendo en exceso, dañando a su hígado de tal forma que llegó a necesitar dos trasplantes a la edad de 55 años, después de lo cual juró dejar el alcohol. También era adicto a los juegos de azar, y se estima que ha perdido entre 250 000 y 500 000 libras esterlinas, según estimaciones propias y de terceros, respectivamente. Falleció de un cáncer de páncreas en 2001. En 2003, se hizo una estatua en su honor en su ciudad natal. Está incluido en el Salón de la Fama del Fútbol Escocés, así como también en el Salón de la Fama del Deporte Escocés, Rangers y Raith Rovers.

## Selección nacional
Fue internacional con la selección escocesa en 34 ocasiones y convirtió 3 goles.

## Clubes
| Club                                 | País       | Año       |
| ------------------------------------ | ---------- | --------- |
| Raith Rovers                         | Escocia    | 1957-1960 |
| Rangers                              | Escocia    | 1960-1965 |
| Sunderland                           | Inglaterra | 1965-1967 |
| → Vancouver Royal Canadians (cedido) | Canadá     | 1967      |
| Nottingham Forest                    | Inglaterra | 1967-1969 |
| Rangers                              | Escocia    | 1969-1970 |

## Palmarés

### Campeonatos nacionales
| Título                | Club    | País    | Año  |
| --------------------- | ------- | ------- | ---- |
| Copa de la Liga       | Rangers | Escocia | 1961 |
| Scottish Division One | Rangers | Escocia | 1961 |
| Copa de la Liga       | Rangers | Escocia | 1962 |
| Copa de Escocia       | Rangers | Escocia | 1962 |
| Scottish Division One | Rangers | Escocia | 1963 |
| Copa de Escocia       | Rangers | Escocia | 1963 |
| Copa de la Liga       | Rangers | Escocia | 1964 |
| Scottish Division One | Rangers | Escocia | 1964 |
| Copa de Escocia       | Rangers | Escocia | 1964 |
| Copa de la Liga       | Rangers | Escocia | 1965 |

### Distinciones individuales
| Distinción                                          | Año  |
| --------------------------------------------------- | ---- |
| Incluido en el Salón de la Fama del Rangers         | 2000 |
| Incluido en el Salón de la Fama del Fútbol Escocés  | 2004 |
| Incluido en el Salón de la Fama del Deporte Escocés | 2005 |
| Incluido en el Salón de la Fama del Raith Rovers    | 2012 |